# Na Pečeh
Na pečeh (2039 m) je manj obiskana gora v Martuljški skupini Julijskih Alp. Vrh gore se nahaja nad krnico Pod Srcem.